# Плещеев, Иван Никифорович
Ива́н Ники́форович Плеще́ев (11 (11) мая 1676 — 7 (18) мая 1750, Москва) — тайный советник, герольдмейстер в Сенате.

## Биография
Родился 1 мая 1676 года, в 1692 году он был уже стольником, затем в 1700 году участвовал в сражении под Ругодевом (Нарвой), служа тогда капитаном «в Юрьевом полку Лима», был там ранен, а затем приписан в Преображенский полк (1703 год).
В 1712 году он служил капитан-поручиком в Преображенском полку и находился в Киеве, где лечился от ран. В 1715 году, в том же чине, состоял при Канцелярии Правительствующего сената, в 1715 году был произведён в подполковники, 1 октября 1719 года получил чин полковника и в том же году был назначен в Москву для заведования губернскими делами, а 12 мая 1722 году, в чине полковника определён герольдмейстером в Сенат.
Состоя в этом звании, 14 июля 1726 года Плещеев пожалован был чином действительного статского советника и 17 февраля 1727 года назначен президентом учреждённой при Верховном тайном совете Доимочной канцелярии, с подчинением П. А. Толстому, а по указу 20 ноября того же года был командирован в Ораниенбург «для опечатания всего имущества князя А. Д. Меншикова, отобрания у него и семейства его кавалерии и всякой переписки и для допроса самого Меншикова по разным предметам». Прибыв в Ораниенбург 4 января 1728 года, Плещеев успешно выполнил возложенное на него поручение и 24 февраля того же года, по случаю коронования Петра II, был пожалован в тайные советники.
31 января 1731 года уволен с должности герольдмейстера.
Плещеев скончался в возрасте 74-х лет 7 мая 1750 года в Москве, где и погребён в Богоявленском монастыре.

## Семья
Отец - Никифор Богданович Плещеев, московский стряпчий (в 1658-1676) и стольник (1676-1686)
Брат - Даниил Никифорович Плещеев, стольник царицы Натальи Кирилловны (1676), затем стольник царицы Прасковьи Федоровны (1686)
О жене Ивана Никифоровича сведений нет. 
Сын - Парамон Иванович Плещеев, умер молодым при жизни своего отца. Был женат на Анне Григорьевне Зиновьевой, которая после его смерти вышла замуж вторично за князя Алексея Алексеевича Долгорукого (1715-1792), брата Е.А.Долгорукой, невесты императора Петра II. 
Внук - Николай Парамонович Плещеев (? - после 1782), отставной гвардии подпоручик (на 1768 г.); помещик Московской, Орловской и Тульской губерний. Основной наследник имений Ивана Никифоровича.
Внучка -  Анастасия Парамоновна Плещеева, была замужем за известным масоном Петром Алексеевичем Татищевым.